# USS LST-401
O USS LST-401 foi um navio de guerra norte-americano da classe LST que operou durante a Segunda Guerra Mundial.